# Septoria polygonorum
Septoria polygonorum är en svampart som beskrevs av Desm. 1842. Septoria polygonorum ingår i släktet Septoria och familjen Mycosphaerellaceae.   Inga underarter finns listade i Catalogue of Life.